# Georg Mally
Georg Mally (* 13. Januar 1793 in Grottenhofen bei Leibnitz; † 25. April 1858 in Marburg) war ein österreichischer Lehrer und Politiker.

## Leben
Mally war der Sohn eines Bauern und katholischer Konfession. Er besuchte zunächst die Dekanatsschule in Leibnitz und dann das Gymnasium in Marburg. Ab 1813 studierte er Philosophie und Rechtswissenschaft in Graz. Er war bis 1820 Praktikant beim Stadtmagistrat in Graz.
Danach verließ er den juristischen Dienst und war von 1820 bis 1825 Gymnasiallehrer in Cilli und dann von 1825 bis 1853 Gymnasialprofessor in Marburg. Daneben war er auch Gutsbesitzer in Leibnitz. 1853 trat er in den Ruhestand und lebte in Leibnitz und Marburg.
1847 wurde er Mitglied im Historischen Verein für Innerösterreich. Daneben war er seit 1851 korrespondierendes Mitglied im Historischen Verein für Steiermark und dem Landwirtschaftlichen Verein für Steiermark.
Vom 18. Mai 1848 bis zum 13. April 1849 vertrat er den Wahlkreis 7. Steiermark (Marburg) in der Frankfurter Nationalversammlung. Im Parlament blieb er fraktionslos und stimmte mit der Rechten. Er gehörte zu den Abgeordneten, die gegen die Wahl Friedrich Wilhelms IV. zum Kaiser der Deutschen stimmten.
Die Stadt Marburg ernannte ihn am 1. Juni 1854 zum Ehrenbürger.

## Werke
Er war Verfasser zahlreicher naturwissenschaftlicher, philosophischer, historischer und nationalökonomischer Schriften (u. a. „Andeutungen über Mathematik und Philosophie und ihr Verhältnis zueinander“, Graz 1834). Daneben war er Mitarbeiter des Unterhaltungsblattes „Der Aufmerksame“ (Graz) und der „Steiermärkischen Zeitschrift“ (Graz).